# Buckland Newton
Buckland Newton – wieś w Anglii, w hrabstwie Dorset. Leży 15 km na północ od miasta Dorchester i 179 km na południowy zachód od Londynu.